# Zèbre de Grévy
Equus grevyi
Espèce
Statut de conservation UICN

 EN A2ac; C2a(i) : En danger
Statut CITES
Répartition géographique
- Zèbre de Grévy (Equus grevyi)

Le Zèbre de Grévy (Equus grevyi), également connu sous le nom de Zèbre impérial, est le plus grand des équidés sauvages mais aussi la plus menacée des trois espèces de zèbres, les deux autres étant le zèbre des plaines et le zèbre de montagne. Son nom est un hommage au président de la République française Jules Grévy. Il est l’unique membre toujours existant du sous-genre Dolichohippus.
Le zèbre de Grévy vit au Kenya et en Éthiopie. Comparé aux autres zèbres, il est très grand, a de grandes oreilles, et ses rayures sont plus fines. Il vit dans les plaines semi-arides où il se nourrit d’herbe, de légumineuses et de buissons ; il peut survivre jusqu’à cinq jours sans boire.
Il se différencie des autres espèces de zèbres par son comportement social : il ne vit pas en harem et ne se lie que pendant peu de temps avec ses congénères. Son système social est régi par la territorialité des mâles, et le lien qui unit la mère et son petit.
Le zèbre de Grévy est une espèce menacée. Sa population est passée de 15 000 individus à environ 2 000 entre les années 1970 et 2004. Depuis le milieu des années 2000 sa population est relativement stable, avec un effectif estimé lors des derniers comptages (2016) à 2 680 individus dont un peu moins de 2 000 individus matures.

## Taxonomie et appellation

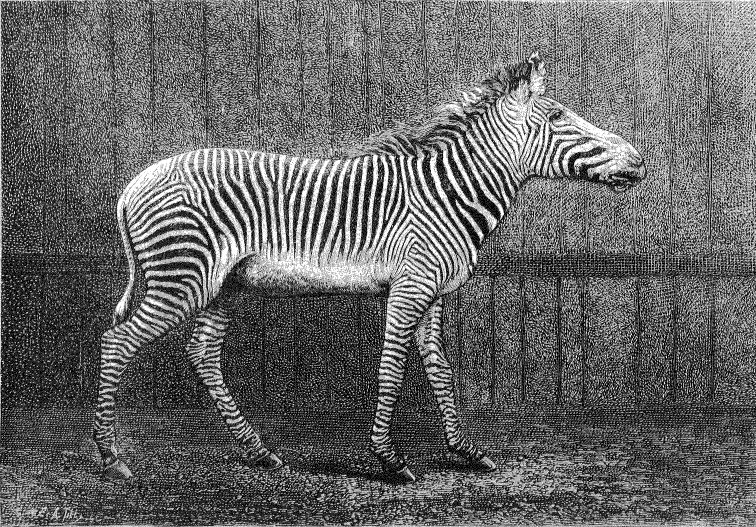
Spécimen de zèbre offert à la France par le gouvernement d'Abyssinie et qui a permis de décrire l'espèce.

C’est le naturaliste français Émile Oustalet, qui, en 1882, a décrit le zèbre de Grévy pour la première fois. Il l’a nommé d’après Jules Grévy, alors président de la République française, à qui, dans les années 1880, le gouvernement d’Abyssinie en a offert un exemplaire. Il est donné par Menelik II, alors négus du Choa, un des royaumes de l'Empire d'Abyssinie.
Il est l’unique représentant encore existant du sous-genre Dolichohippus. Le zèbre des plaines et le zèbre de montagne appartiennent quant à eux au sous-genre Hippotigris. Des fossiles de zèbres Dolichohippus  datant du Pliocène et du Pléistocène ont été trouvés à travers toute l’Afrique et l’Asie, notamment E. sanmeniensis en Chine, E. cautleyi en Inde, E. valeriani en Asie centrale et E. oldowayensis en Afrique de l’Est. Ce dernier en particulier est très similaire au zèbre de Grévy et pourrait être son ancêtre.
Le zèbre de Grévy moderne est apparu au début du Pléistocène. En 2009, une étude phylogénétique a suggéré que les zèbres de Grévy proviennent, avec les ânes, d’une lignée différente des zèbres des plaines mais peut-être pas des zèbres de montagne. Dans les régions où les zèbres de Grévy vivent en sympatrie avec les zèbres des plaines, il peut arriver que les deux espèces se rassemblent en un seul troupeau et se reproduisent parfois entre elles,.

## Description
Le zèbre de Grévy est le plus grand de tous les équidés sauvages. Il mesure de 2,5 à 3 m de la tête à la queue, qui mesure entre 38 et 75 cm, de 1,30 à 1,60 de hauteur au garrot et jusqu'à 1,90 m de hauteur à la tête. Les mâles pèsent entre 350 et 450 kg, et les femelles de 250 à 325 kg. Le zèbre de Grévy diffère des deux autres espèces par ses caractéristiques plus primitives. Il ressemble beaucoup à une mule : sa tête est longue et fine, ses oreilles sont très grandes, de forme arrondie et conique, et son cou est court mais large.
Comme chez toutes les espèces de zèbres, la robe du zèbre de Grévy présente des rayures noires et blanches. Les rayures sont fines et rapprochées, plus larges sur le cou, elles s’étendent jusqu’aux sabots. Le ventre et la zone entourant la base de la queue n’ont pas de rayures, ce qui est spécifique au zèbre de Grévy. Il possède en moyenne 80 rayures. Les zèbres naissent avec des rayures marron et noires, les premières noircissant en vieillissant. Les rayures du zèbre peuvent servir à donner l’illusion qu’il est plus imposant qu’il ne l’est réellement ou à déformer son apparence, et ainsi perturber les prédateurs. Il se trouve qu’un zèbre immobile passe inaperçu la nuit ou lorsqu’il est à l’ombre. Des expériences ont suggéré que les rayures polarisent la lumière de sorte que cela décourage les taons, ce qui n’est pas le cas des autres motifs de pelage. La couleur du museau du zèbre varie du gris au noir, les lèvres possèdent des vibrisses. La crinière est longue et dressée sur le cou, les jeunes ont une crinière qui descend jusque sur leur dos et qui se raccourcit une fois qu’ils atteignent l’âge adulte.

## Écologie et comportement

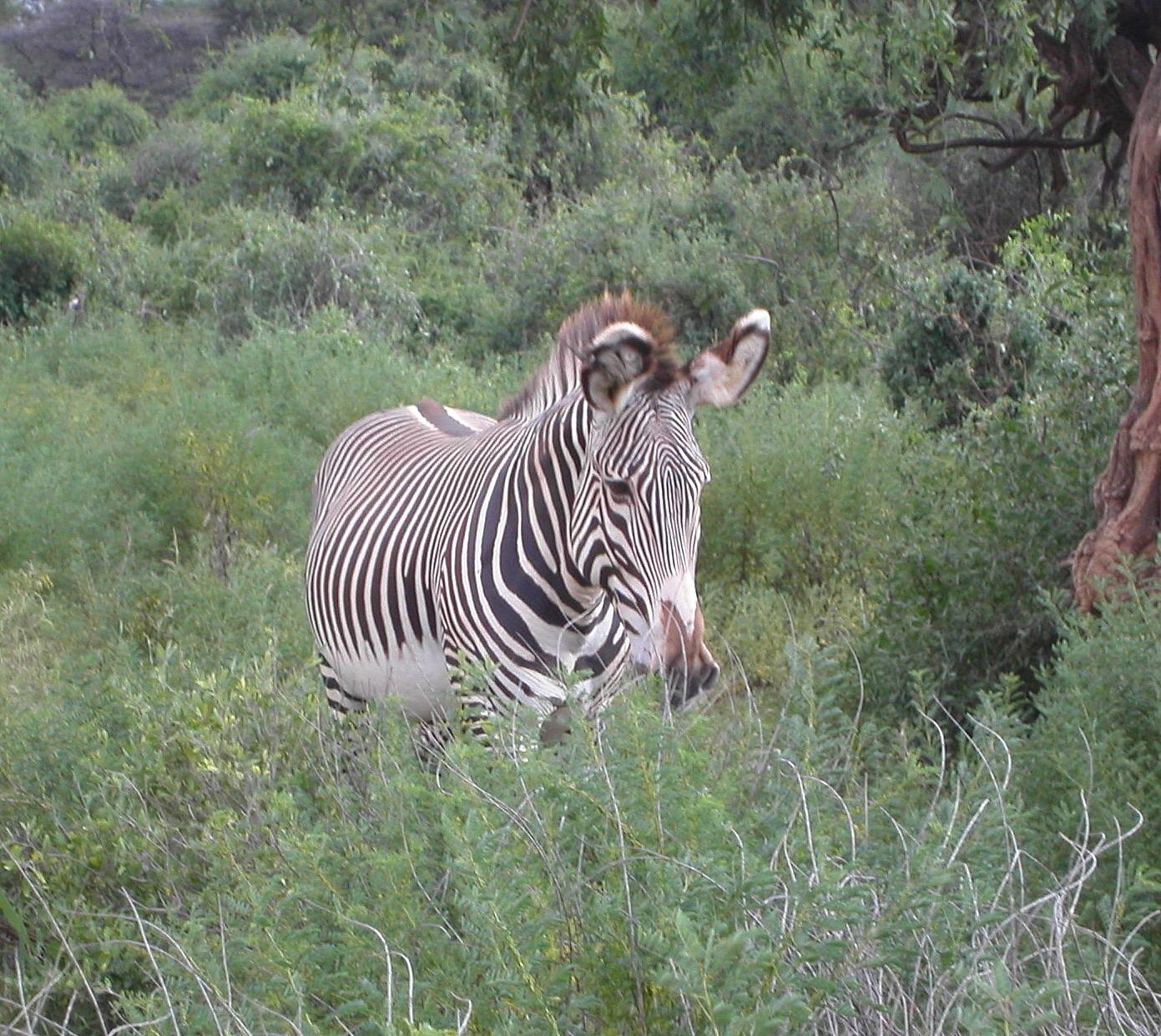
Zèbre de Grévy.

Le zèbre de Grévy vit au nord du Kenya, et certaines populations isolées vivent en Éthiopie. L’espèce est extirpée en Somalie et à Djibouti et son statut au Soudan du Sud est incertain. Le zèbre de Grévy vit dans la brousse et les plaines arides. Écologiquement, cette espèce se situe entre l’âne sauvage d’Afrique vivant dans les zones arides et le zèbre des plaines tributaire de l’eau. Les femelles en période de lactation et les mâles non-territoriaux évoluent dans les zones où la verdure est plus importante plus souvent que les autres individus.
Les zèbres de Grévy se nourrissent d’herbe, de légumineuses et de buissons. Ils ont pour habitude de grignoter les buissons et les plantes au sol lorsque l’herbe manque,. Leur système digestif particulier (un seul estomac mais fermentation cæcale comme pour tous les périssodactyles), leur permet de subsister avec un régime alimentaire de qualité nutritionnelle plus faible que celui des herbivores ruminants. Ils peuvent survivre jusqu’à cinq jours sans eau, mais boivent régulièrement lorsque celle-ci est abondante. Durant la saison sèche, ils leur arrive fréquemment de migrer vers les terres montagneuses où l’eau y est plus présente. Les femelles ont besoin de boire beaucoup plus lorsqu’elles sont en période de lactation. Pendant les saisons sèches, les zèbres creusent des trous pour y trouver de l’eau et les défendent. Les zèbres de Grévy constituent des proies pour les lions, les hyènes, les lycaons, les guépards et les léopards. Ils sont de plus sujets à des parasites gastro-intestinaux, notamment du genre Trichostrongylus.

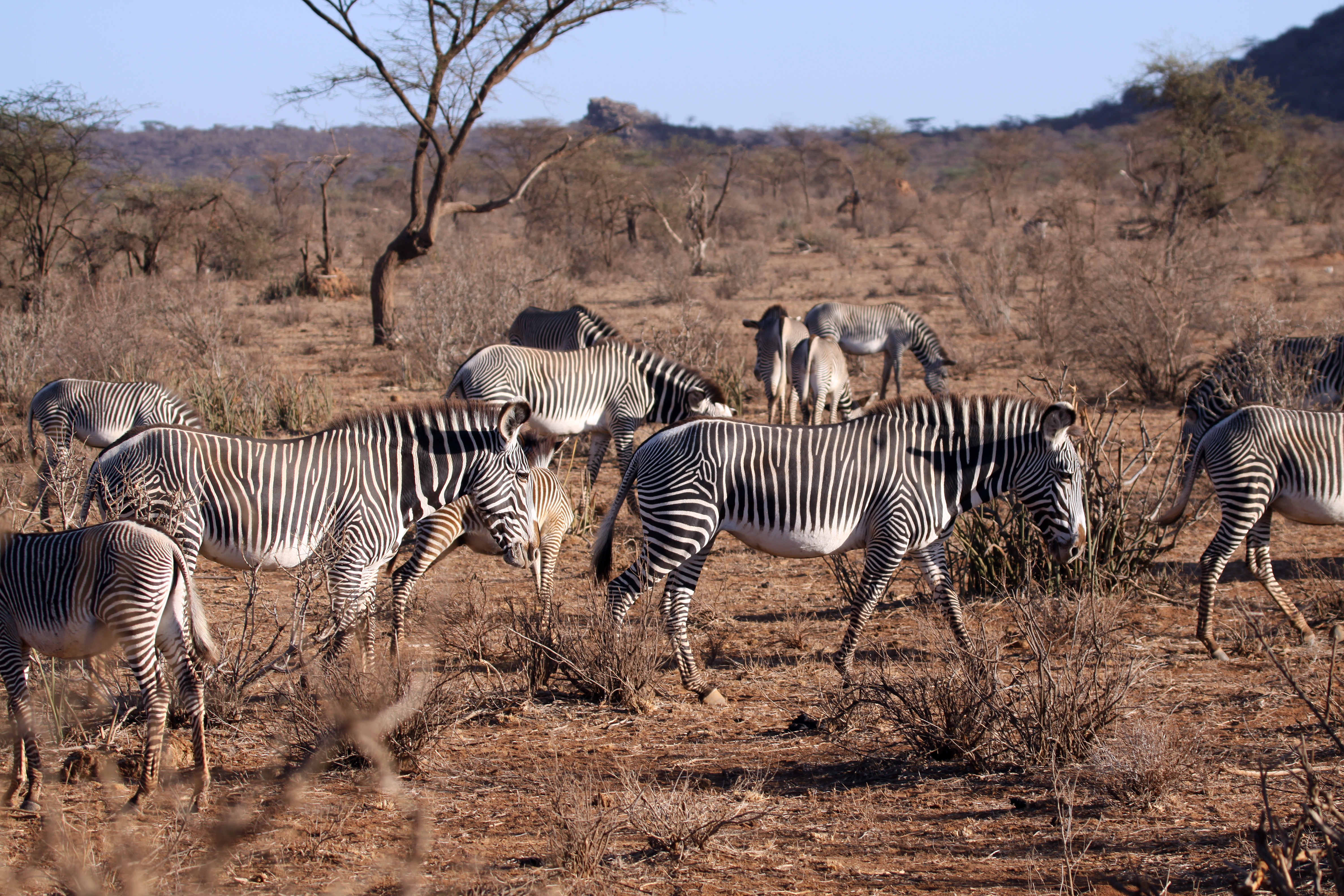
Troupeau de zèbres.

Ils vivent sur un même territoire, majoritairement durant la saison des pluies, mais peuvent y rester toute l’année s’il y reste assez d’eau. Les étalons incapables d’établir des territoires circulent librement et sont appelés des célibataires. Les femelles, les jeunes et les mâles non-territoriaux ont des domaines vitaux très étendus. Les femelles se déplacent de territoire en territoire, préférant ceux où la nourriture est la meilleure et où l’eau est la plus abondante. Jusqu’à neuf mâles peuvent se battre pour une seule femelle hors d’un territoire.
Les étalons territoriaux acceptent les autres étalons évoluant sur leur territoire, cependant, lorsqu’une femelle en chaleur est présente, les étalons territoriaux maintiennent les autres mâles à distance,. Pour cette raison, les mâles non-territoriaux ont tendance à les éviter. Lorsqu’aucune femelle n’est présente, un étalon territorial recherchera la compagnie d’autres étalons. L’étalon montre sa domination à l’aide de son encolure arquée et d’une démarche assurée, les moins dominants se soumettent en étendant leur queue, en baissant la tête et en se touchant du museau leur poitrail ou leur aine. Le cri du zèbre de Grévy est décrit comme « se situant entre le grognement de l’hippopotame et le râle de l’âne. Pour se débarrasser des mouches ou des parasites, ils se roulent dans la poussière, dans l’eau ou dans la boue, et font bouger leur peau pour faire partir les mouches. Ils se frottent également contre les arbres, les rochers et tout ce qu’ils peuvent trouver pour se débarrasser des parasites. Bien qu’ils ne pratiquent pas le toilettage mutuel, il leur arrive parfois de se frotter contre un congénère.

### Reproduction

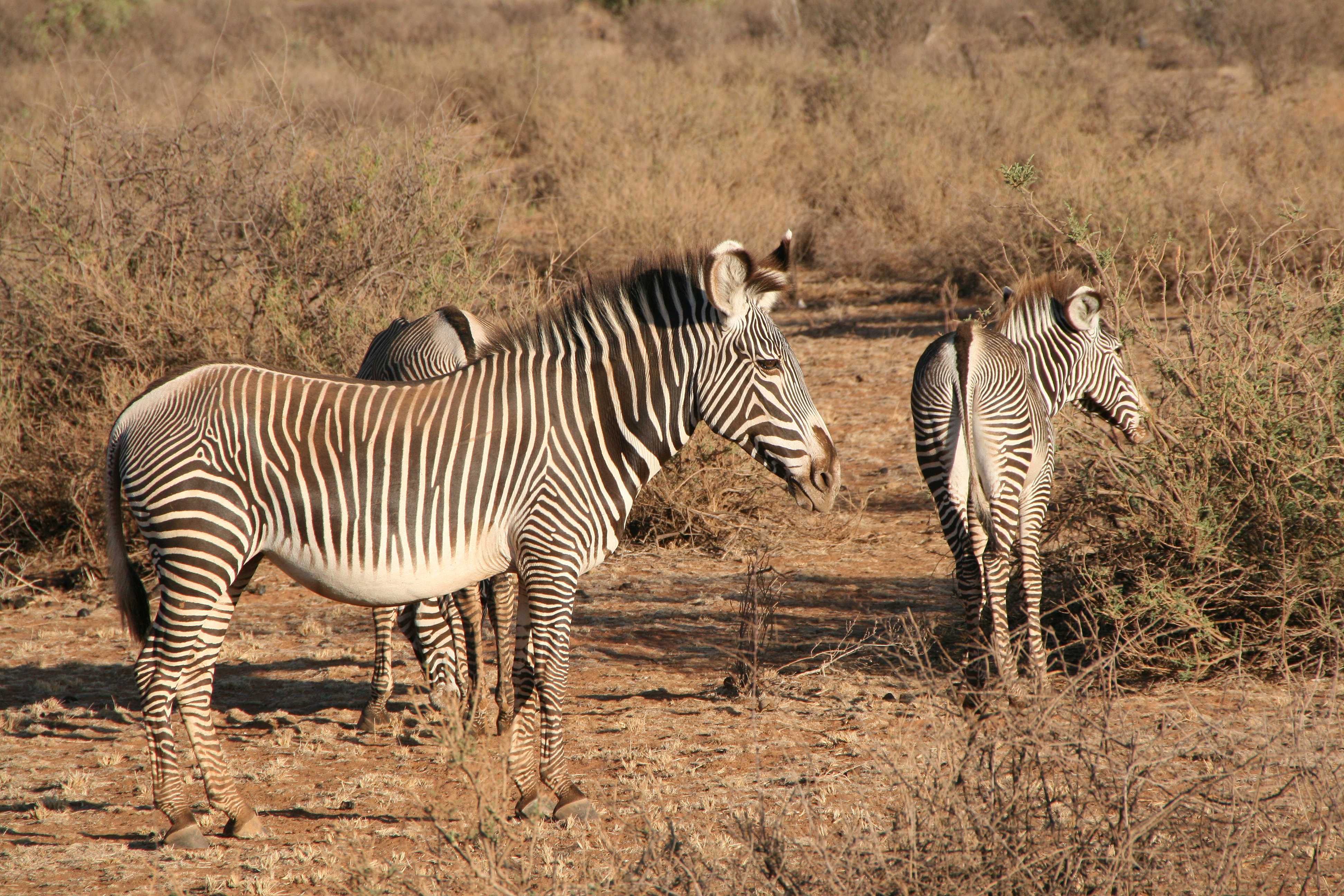
Une mère zèbre et des zébreaux.

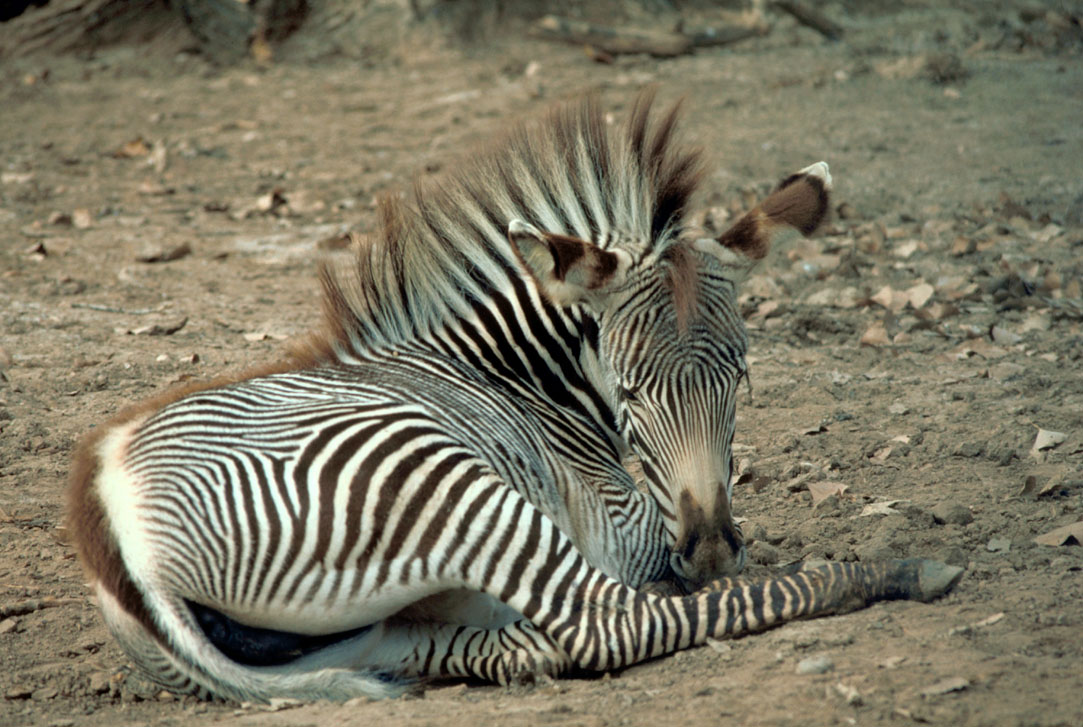
Un zébreau se reposant.

Les zèbres de Grévy peuvent s’accoupler et se reproduire durant toute l’année, mais, la plupart du temps, ils s’accouplent au début de la saison des pluies et les naissances se produisent surtout entre août et septembre, après les longues pluies. Une femelle en chaleur peut se rendre sur quatre territoires par jour et s’accouplera avec les étalons qui s’y trouvent. Parmi les étalons territoriaux, les plus dominants contrôlent les territoires proches des sources d’eau, qui attirent essentiellement des juments et leurs petits dépendants, tandis que les étalons plus subordonnés contrôlent les territoires loin de l’eau, où la végétation est plus dense et qui attirent surtout les juments sans zébreaux dépendants. Les étalons vivant sur ces territoires essayent de soumettre les juments y pénétrant à l’aide de rituels de domination, puis en leur faisant la cour et enfin en s’accouplant avec. Les mâles zèbres de Grévy ont de gros testicules et peuvent éjaculer un important volume de sperme pour remplacer celui des autres mâles. Ceci est une adaptation utile pour les espèces dont les femelles pratiquent la polyandrie. Les célibataires ou les étalons se trouvant hors du territoire parviennent parfois à s’accoupler discrètement avec des juments sur le territoire d’un autre étalon. Tandis que les associations entre les femelles et les mâles sont brèves et que l’accouplement est pratiqué très librement, les femelles qui viennent de donner naissance restent avec un seul mâle pendant une longue période et s’accouplent uniquement avec celui-ci. Les femelles en période de lactation sont harcelées plus souvent que les autres par les mâles, le fait de s’associer avec un mâle et son territoire lui procure l’avantage qu’il la défendra contre les autres.
Chez les zèbres de Grévy, la gestation dure généralement 390 jours, et est suivie d’une naissance unique. Le nouveau-né suit tout ce qui bouge, les jeunes mères empêchent donc les autres femelles d’approcher leur zébreau le temps que ces derniers s’habituent à leurs rayures, leur odeur et leur vocalisation. Il arrive que les femelles accompagnées de jeunes zébreaux se rassemblent en petits groupes. Les juments laissent parfois leurs zébreaux à la « crèche » pendant qu’elles vont chercher à boire. Les zébreaux ne se cachent pas, ils sont donc des proies faciles pour les prédateurs. Cependant, les « crèches » sont généralement protégées par un adulte, la plupart du temps un mâle territorial. La femelle et son petit restent avec un mâle territorial dominant qui est le seul à pouvoir s’accoupler avec elle. Bien que le zébreau ne soit sûrement pas le sien, l’étalon s’en occupera pour s’assurer que la femelle ne quitte pas son territoire. Pour s’adapter à leur environnement semi-aride, les petits zèbres de Grévy ne commencent à boire de l’eau qu’à partir de 3 mois. Même si les zébreaux deviennent moins dépendants de leur mère après six mois, ils resteront à ses côtés parfois jusqu’à l’âge de trois ans.

## Relation avec l'homme
Le zèbre de Grévy est connu des Européens depuis l’Antiquité et les Romains s’en servaient dans les cirques. Il a par la suite été oublié du monde occidental pendant 1 000 ans. Au XVIIe siècle, le roi du Shewa (désormais Éthiopie centrale) exporta deux zèbres : l’un fut envoyé au sultan de Turquie, et l’autre au gouverneur néerlandais de Jakarta. Deux siècles plus tard, en 1882, le gouvernement d’Abyssinie en envoya un au président français Jules Grévy. C’est à ce moment-là que l’animal a été reconnu comme une espèce à part et nommé en l’honneur de Grévy.

### Statut et conservation

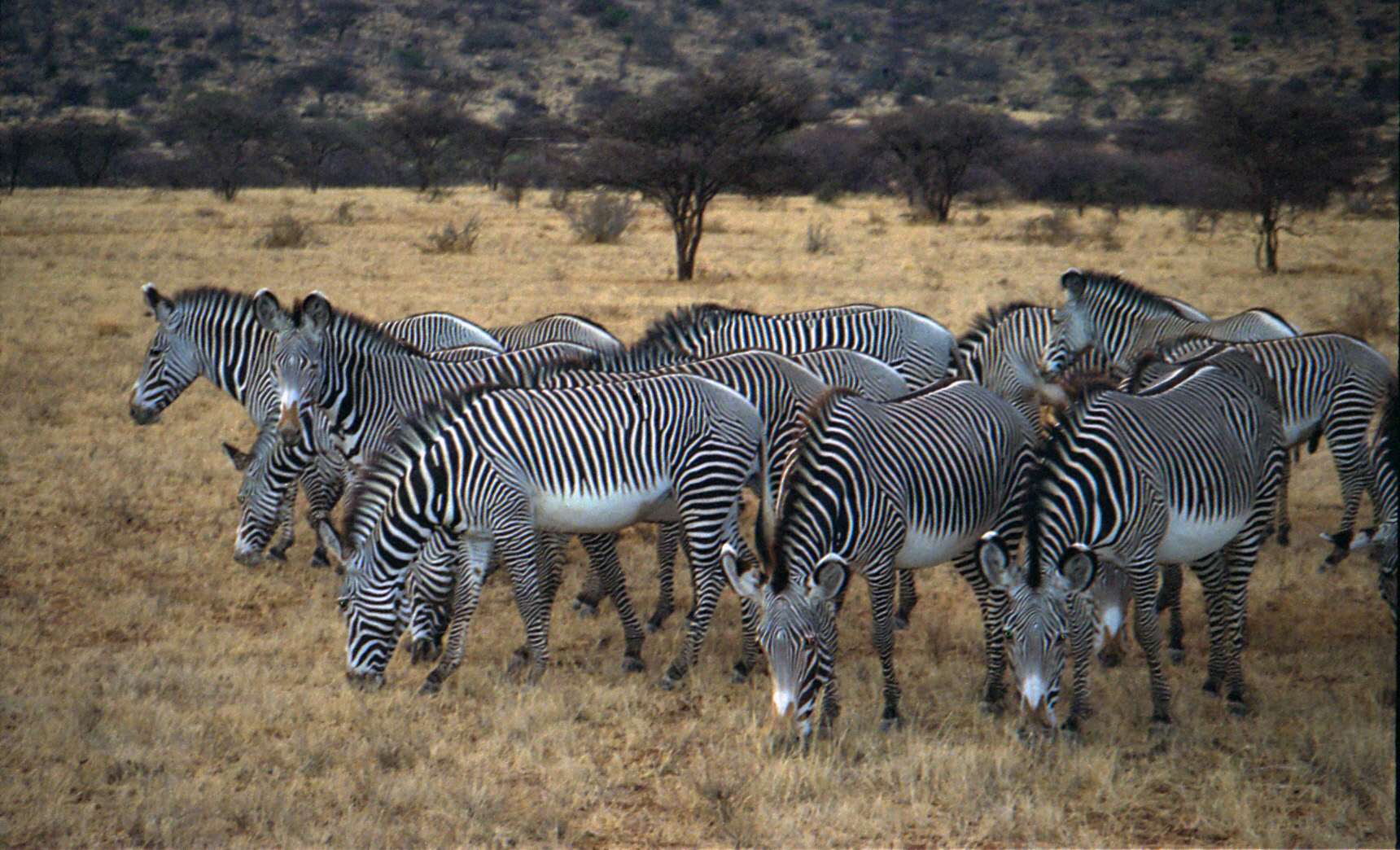
Zèbres de Grévy dans la réserve nationale de Samburu.

Le zèbre de Grévy est une espèce menacée. Dans les années 1970, sa population était estimée à 15 000 individus et au début du XXIe siècle, sa population était passée en dessous des 3 500 individus, subissant ainsi un déclin de 75 %. On estime à moins de 2 500 le nombre de zèbres de Grévy vivant encore à l’état sauvage. On compte également environ 600 zèbres de Grévy en captivité. Les troupeaux captifs prospèrent, comme celui de la White Oak Conservation à Yulee, Floride, où plus de 70 de zébreaux sont nés. Là-bas, des recherches menées en partenariat avec les Centres de conservation pour la survie des espèces sur la collecte et la congélation de sperme ainsi que sur l’insémination artificielle sont en cours. Depuis 2008, la population de zèbre de Grévy s’est considérablement stabilisée.
Le zèbre de Grévy est une espèce protégée par la loi en Éthiopie. Au Kenya, il est interdit de le chasser depuis 1977. Autrefois, les zèbres de Grévy était principalement chassés pour leur peau qui atteignait un prix considérable sur les marchés. La chasse a par la suite décliné, et les principales menaces pesant sur les zèbres sont désormais la perte de leur habitat et la compétition avec le bétail. Celui-ci est rassemblé autour des points d’eau et entouré de clôtures qui empêchent ainsi les zèbres de pouvoir y accéder. Les efforts communautaires pour la protection des zèbres de Grévy et de leur habitat ont été très efficaces. Moins de 0,5 % du territoire des zèbres de Grévy se trouvent dans des zones protégées. En Éthiopie, les zones protégées comprennent la Alledeghi Wildlife Reserve, le Yabelo Wildlife Sanctuary, la Borana Controlled Hunting Area et le Chalbi Sanctuary. Au Kenya, les zones protégées sont la réserve de Buffalo Springs et les réserves nationales de Samburu et Shaba ainsi que des terres de conservation privées à Isiolo, Samburu et sur le Plateau Laikipia.

## Galerie

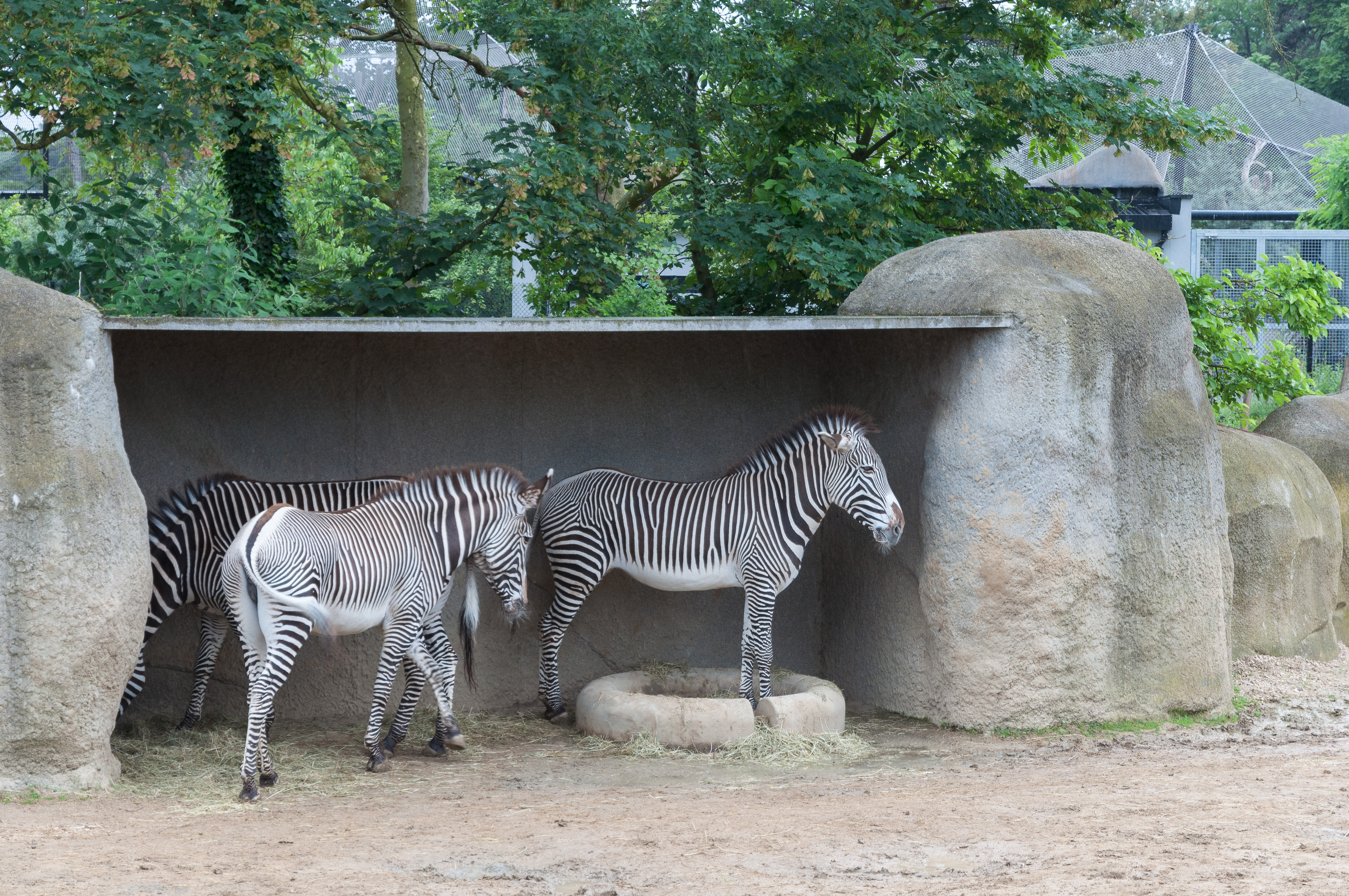
Zèbre de Grévy ou Zèbre impérial au zoo de Vincennes
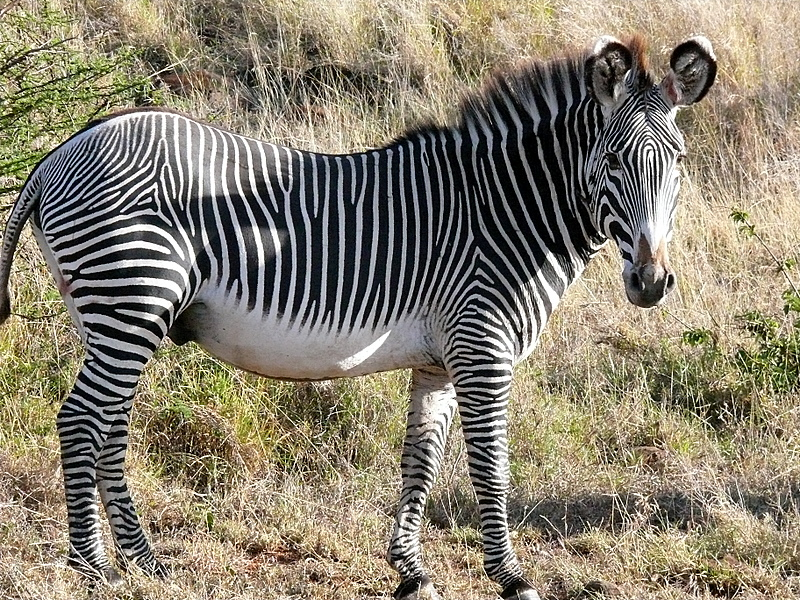
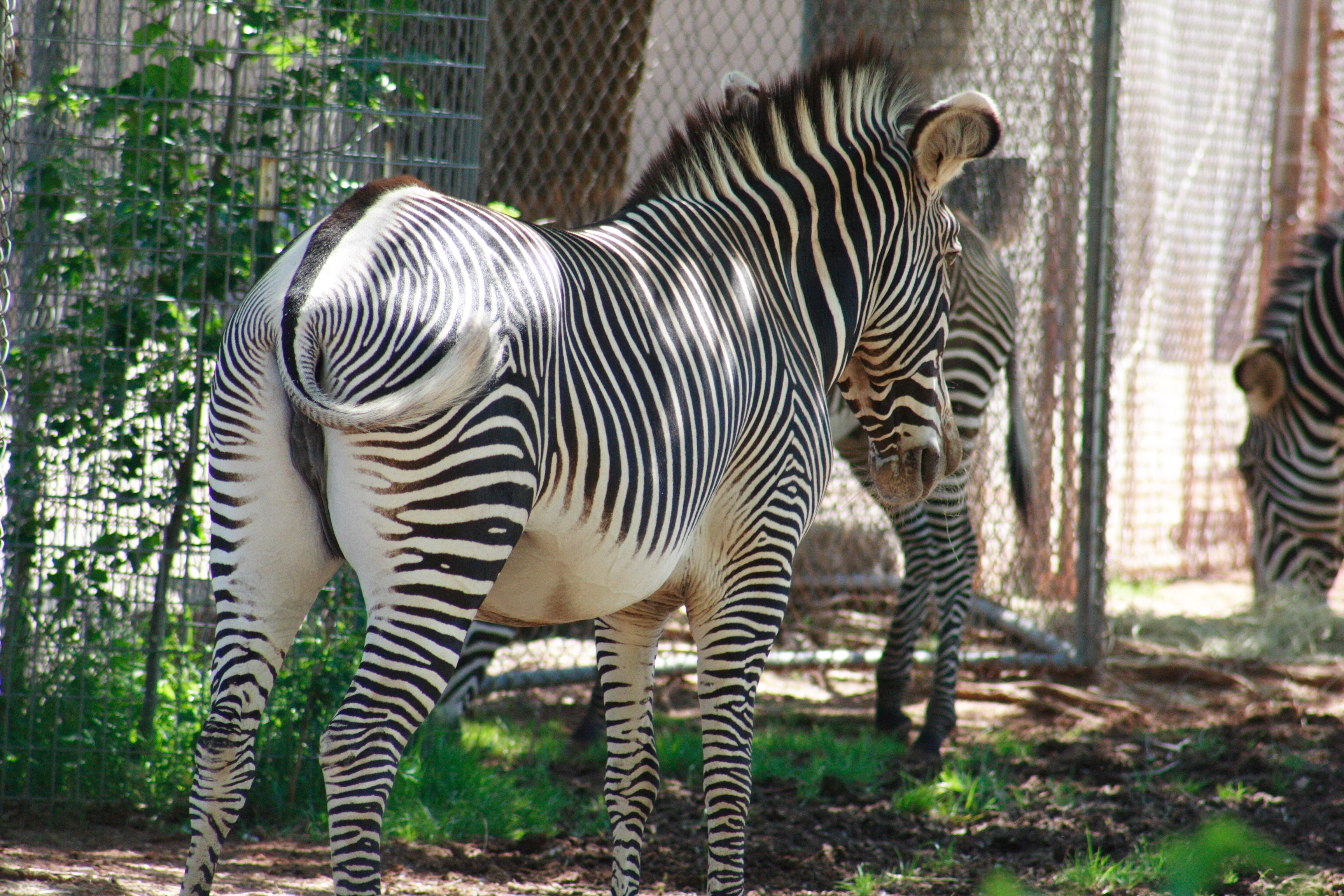
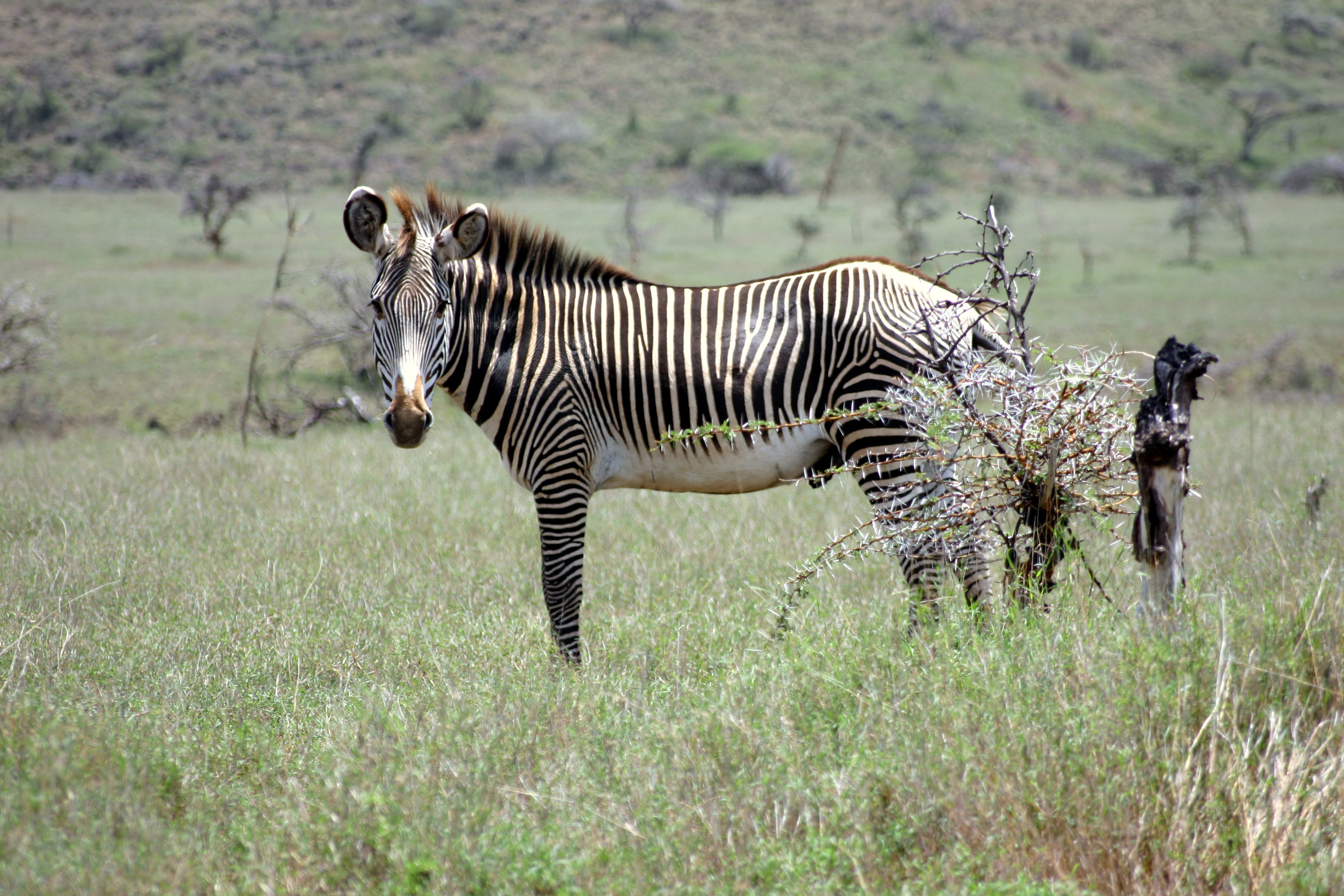
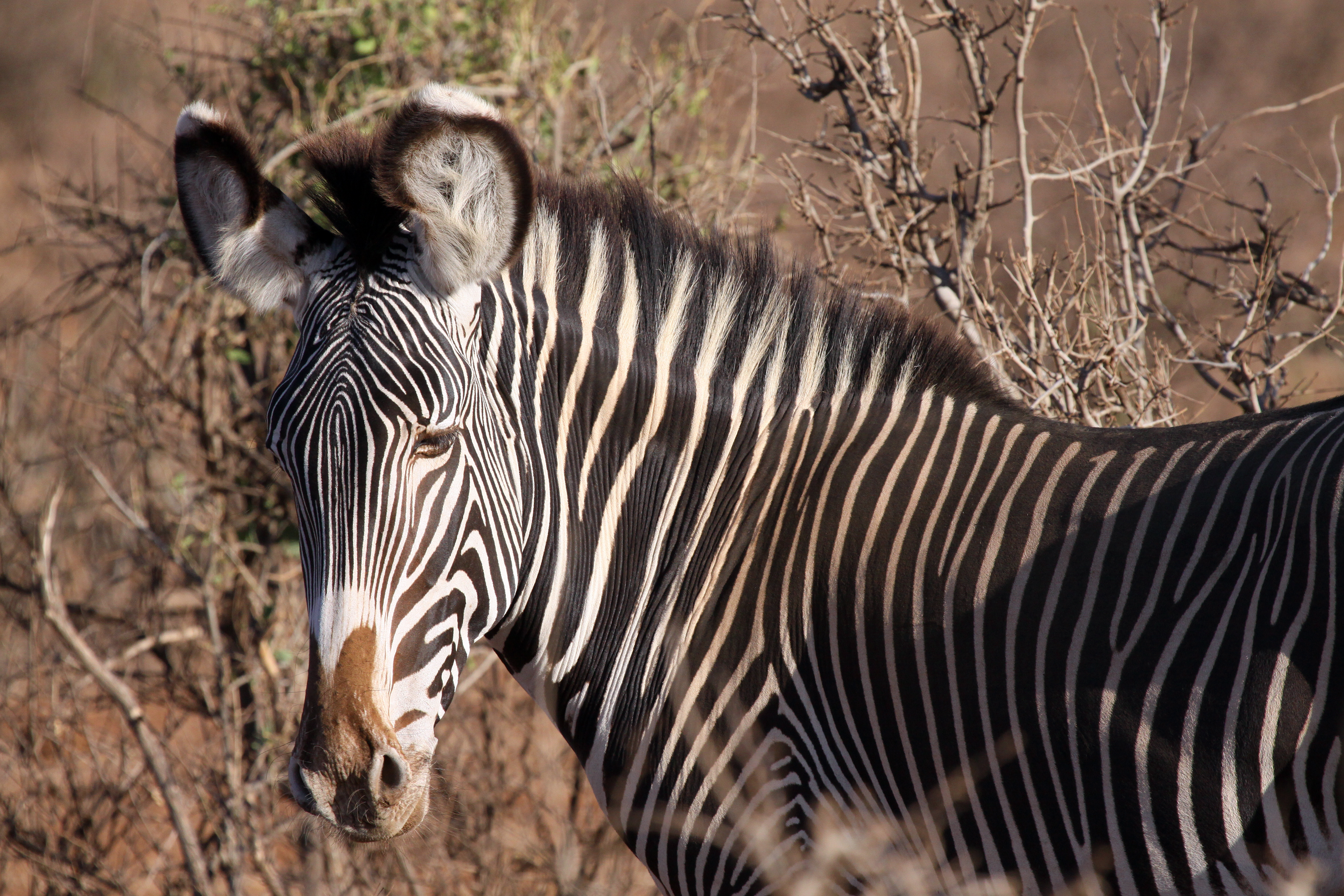
Zèbre de Grévy dans la réserve nationale de Samburu.
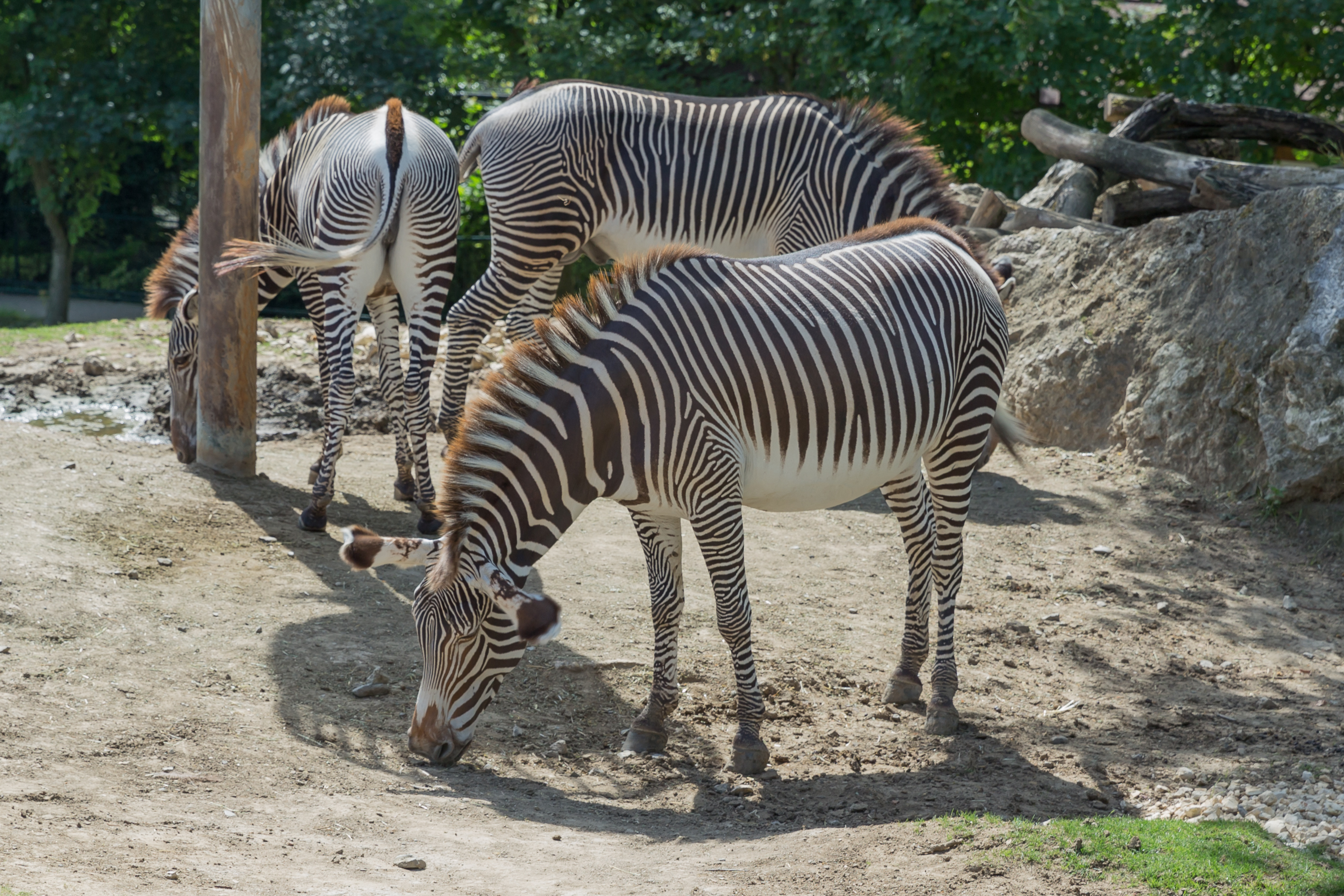
Equus grevyi (Zèbre de Grévy) au ZooParc de Beauval à Saint-Aignan-sur-Cher (France)